# ستيفن بوكسر
ستيفن بوكسر (بالإنجليزية: Stephen Boxer)‏ هو ممثل بريطاني، ولد في 19 مايو 1950 في Sidcup ‏ في المملكة المتحدة.

## ترشيحات
- Laurence Olivier Award for Best Actor in a Supporting Role [الإنجليزية]‏ (1997)

## وصلات خارجية
- ستيفن بوكسر على موقع IMDb (الإنجليزية)
- ستيفن بوكسر على موقع قاعدة بيانات الفيلم (الإنجليزية)